# بريت دتون
بريت دتون (بالإنجليزية: Brett Dutton) هو دراج أسترالي، ولد في 18 نوفمبر 1966 في Hurstville ‏ في أستراليا.

## وصلات خارجية
- بريت دتون على موقع أرشيف الدراجات (الإنجليزية)
- بريت دتون على موقع إحصائيات الدراجات الإحترافية (الإنجليزية)
- بريت دتون على موقع اللجنة الأولمبية الدولية (الإنجليزية)
- بريت دتون على موقع أوليمبيديا (الإنجليزية)
- بريت دتون على موقع اللجنة الأولمبية الأسترالية (الإنجليزية)
- بريت دتون على موقع اتحاد ألعاب الكومنولث (مؤرشف) (الإنجليزية)